# چیرمان سفلی
چیرمان سفلی، روستایی از توابع بخش تودشک شهرستان کوهپایه در استان اصفهان ایران است.

## جمعیت
این روستا در دهستان تودشک قرار دارد و براساس سرشماری مرکز آمار ایران در سال ۱۳۸۵، جمعیت آن ۳۰ نفر (۵خانوار) بوده‌است.